# Strängnäsbron

Strängnäsbron är en fast högbro över Strängnäsfjärden i Mälaren på Riksväg 55 som löper mellan Södermanlands regementsområdet på det sörmländska fastlandet och Stenby skans på Tosterön, strax norr om Strängnäs. 

## Allmänt
Den 1 162 meter långa högbron ersatte den gamla Tosteröbron, som löper mellan centrala Strängnäs och Abborrberget och byggdes år 1936. Strängnäsbron invigdes 29 oktober 1981 och är i dag (2007) Sveriges nionde längsta bro, eller sjunde längsta bron om man räknar Trafikverkets broar. Den segelfria höjden är 26 meter. Brostöden ute vid farleden är konstruerade för att klara en påkörning med kraft av 1 000 ton. Vid den norra delen av bron finns även en rastplats.

## Fakta

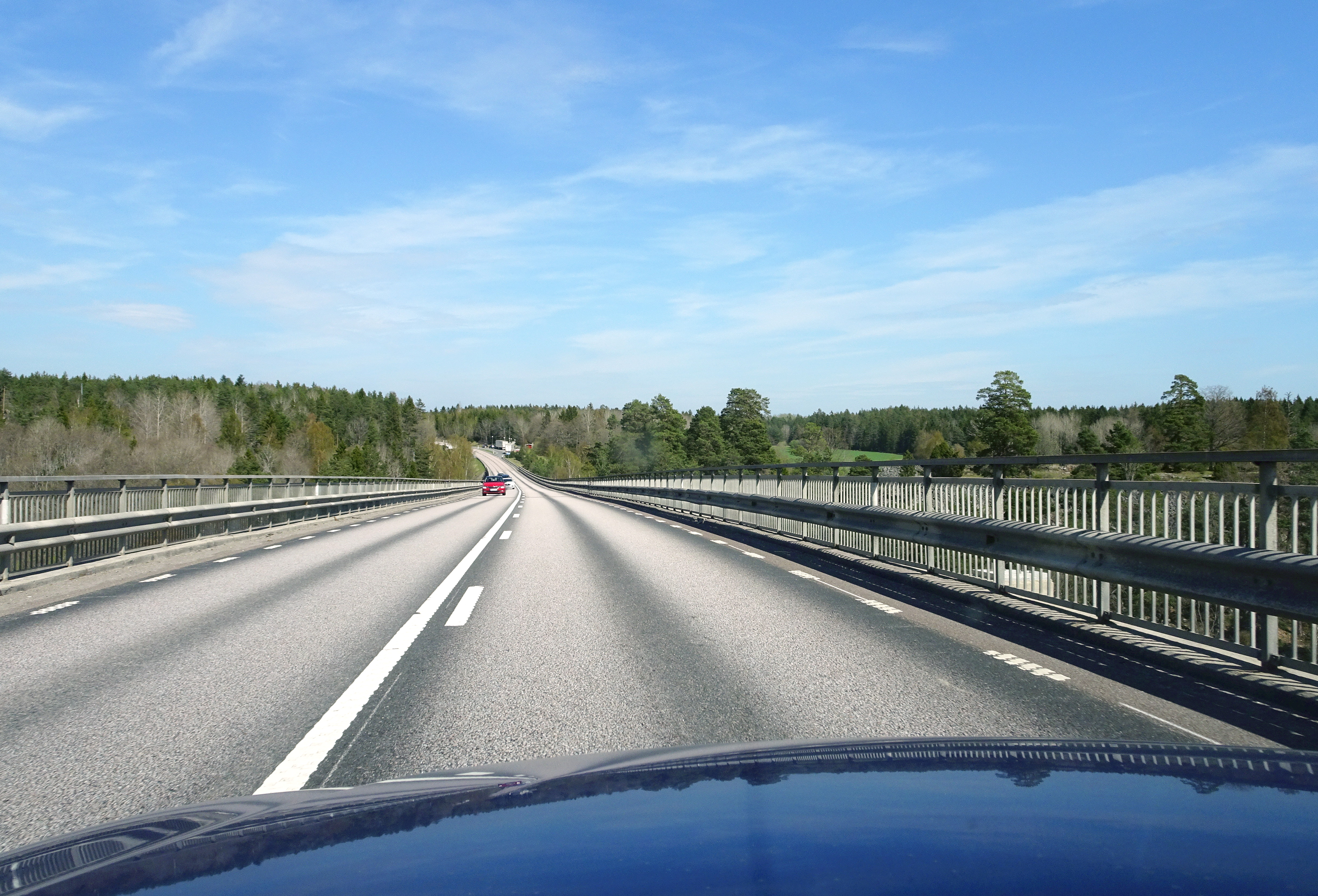
På Strängnäsbron, färd mot norr.

- Uppdragsgivare: dåvarande Vägverket.
- Entreprenör: dåvarande Skånska Cementgjuteriet.
- Byggkostnad för bron: 40 miljoner kronor.
- Total byggkostnad (inklusive förbifarten för väg 55): 70 miljoner kronor, 10 miljoner mer än vad man räknade med vid byggstart.
- Längd: 1 162 meter.
- Antal spann: 27.
- Bredd: Nio meter, men skulle från början ha blivit elva meter.
- Höjd: 30 meter.
- Farledens bredd: 50 meter.
- Invigning: 29 oktober 1981.
- Byggtid: Cirka tre år.

### Fotnoter
1. ↑  Otilia Bogen (29 oktober 2016). ”Bron som förenade Strängnäs fyller 35 år” (på svenska). Eskilstunakuriren. https://www.ekuriren.se/nyheter/bron-som-forenade-strangnas-fyller-35-ar/. Läst 27 september 2018.